# Kepler-154
Kepler-154 è una stella situata nella costellazione del Cigno di magnitudine 14,6, attorno alla quale, tra il 2014 e il 2019, sono stati scoperti sei pianeti. La stella, distante circa 3000 anni luce dalla Terra, è molto simile al Sole, avendo una massa pari all'89% di esso, un raggio uguale e una temperatura superficiale attorno ai 5700 kelvin.. Kepler-154 è una variabile eruttiva: questo fatto rende assolutamente impossibile qualsiasi forma di vita sui pianeti del suo sistema planetario con forse l'eccezione del pianeta più distante che tuttavia deve essere ancora confermato.

## Sistema planetario
La scoperta dei pianeti è avvenuta tramite il metodo del transito analizzando i dati del telescopio spaziale Kepler.
I pianeti hanno un raggio compreso tra 1,4 e 10,26 raggi terrestri, mentre i periodi orbitali vanno da 3,93 a 1250 giorni.
La tabella seguente elenca le principali caratteristiche dei pianeti, anche se alcune non sono ancora conosciute:
| Pianeta | Massa | Raggio   | Periodo orb.         | Sem. maggiore | Eccentricità    | Scoperta |
| ------- | ----- | -------- | -------------------- | ------------- | --------------- | -------- |
| e       | —     | 1,6 r⊕   | 3,93 giorni          | 0,198 UA      |                 | 2016     |
| f       | —     | 1,4 r⊕   | 9,92 giorni          | 0,303 UA      |                 | 2016     |
| b       | —     | 4,4 r⊕   | 22,55 giorni         | —             |                 | 2014     |
| c       | —     | 2,6 r⊕   | 33,04 giorni         | —             |                 | 2014     |
| d       | —     | 3,3 r⊕   | 62,3 giorni          | —             |                 | 2016     |
| g *     | —     | 10,26 r⊕ | 1250+490 −240 giorni | —             | 0,15+0,11 −0,22 | 2019     |

* Confermato secondo EPE, non confermato secondo la NASA.